# Црква Преображења Господњег у Магову
Црква Преображења Господњег у Магову, насељеном месту на територији општине Куршумлија, припада Епархији нишкој Српске православне цркве. Црква је старо црквиште које је откривено нешто после Другог светског рата и посвећена је Преображењу Господњем.
Старо црквиште се налази готово под самим брдом, између маговске чуке и Трупац брда, на месту званом Орашје. Темељи храма се једва назиру. Дужина цркве износи 16m, ширина 6,40m, са олтарском апсидом. Цркву је открио мештанин села Селова, рекавши да је посвећена Преображењу Господњем. Како је дошао до овог податка, није познато.